# Drosophila populi (artgrupp)
Drosophila populi är en artgrupp inom släktet Drosophila och undersläktet Sophophora som först beskrevs av Lynn H. Throckmorton. Artgruppen består av två arter. De två arterna inom artgruppen finns i den holarktiska regionen i de nordligaste skogarna med subarktiskt klimat. Både arterna inom artgruppen har hittats vid poppel, men det är inte känt om poppelns sav används som föda, om poppeln är en parningsplats eller om larverna lever i träet.

## Arter inom artgruppenDrosophila populi
- Drosophila ingrica
- Drosophila populi